# Lettres au Patagon
Lettres au Patagon est un essai de Georges Duhamel publié au Mercure de France en 1926.

## Résumé
L'ouvrage est un essai satirique de son auteur sur l'état du monde occidental au lendemain de la Première Guerre mondiale dans la lignée de Civilisation (1918) pour lequel il reçut le prix Goncourt.

## Éditions
- Lettres au Patagon, Mercure de France, Paris, 1926 (OCLC 422719503)
- (de) Briefe nach Patagonien, trad. Walter Cyliax et Magda Kahn, éd. Rotapfelverlag, Zürich 1928